# Marco Histórico Nacional nos Estados Unidos

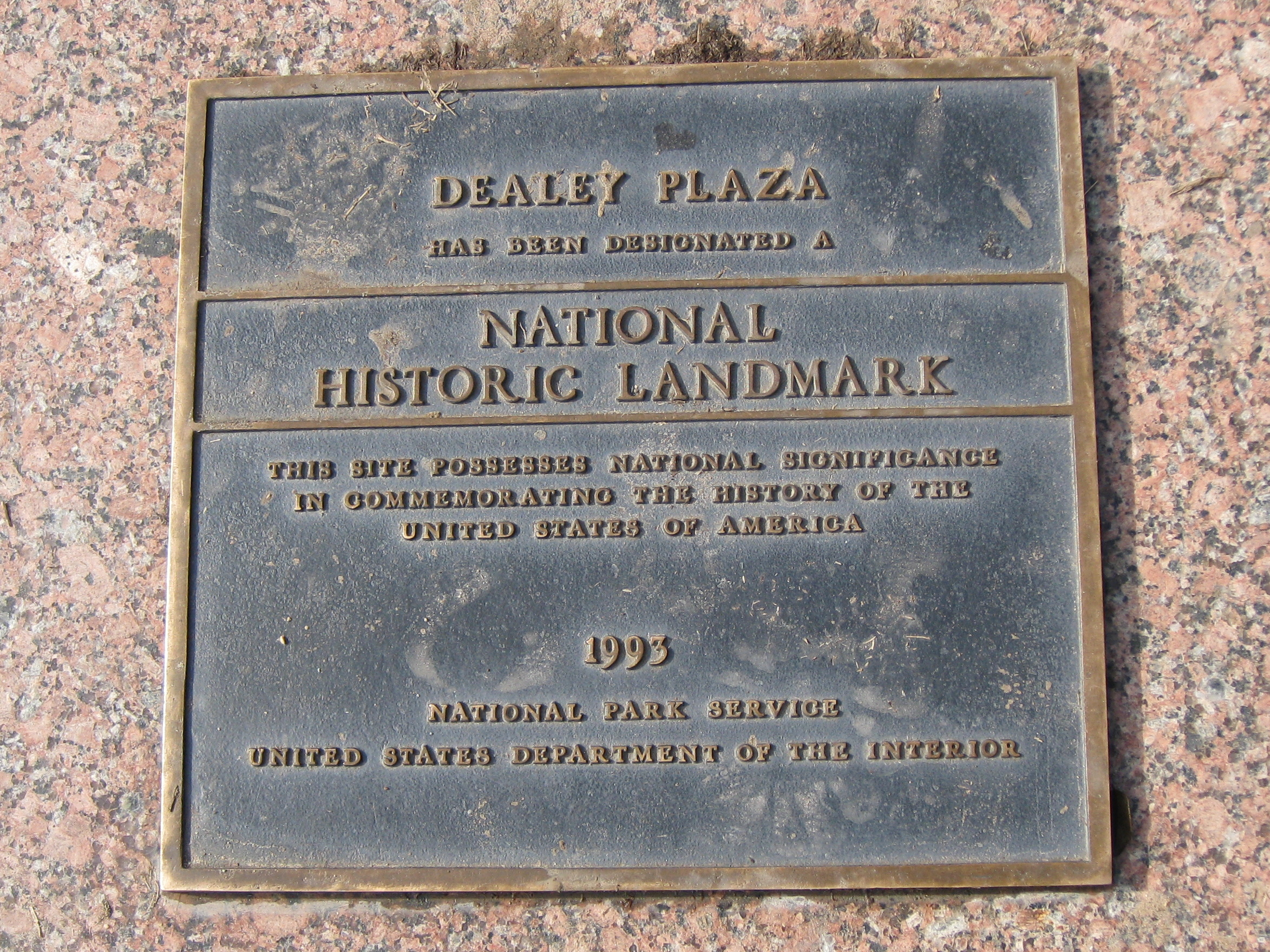
Placa do National Historic Landmark na Dealey Plaza, Dallas, Texas

Um Marco Histórico Nacional (em inglês:  National Historic Landmark, sigla: NHL) é um edifício, lugar, estrutura ou objeto, que é oficialmente reconhecido pelo Governo dos Estados Unidos por sua importância histórica. Das mais de 92 000 entradas do Registro Nacional de Lugares Históricos apenas cerca de 2 600 são NHLs.
Um Distrito Histórico Nacional (em inglês:  National Historic Landmark District, sigla: NHLD) é um distrito histórico reconhecido como um NHL.

## História
Em 9 de outubro de 1960, 92 propriedades foram nomeadas como NHL pelo Secretário do Interior Fred Andrew Seaton. A primeira delas foi uma indicação política, o Monumento a Sergeant Floyd em Sioux City, Iowa, oficialmente designado em 30 de junho daquele ano, mas por várias razões o anúncio público dos primeiros NHLs foi adiado.

## Critérios
NHLs são nomeados pelo Secretário do Interior dos Estados Unidos por serem:
- Lugares onde eventos históricos nacionais relevantes ocorreram;
- Locais onde personalidades viveram ou trabalharam;
- Ícones dos ideais que formaram a nação;
- Exemplo excepcional de projeto ou de construção;
- Locais que caracterizam um modo de vida;
- Lugares arqueológicos capazes de conceder informações.

## Lista atual por estado e território
|            | Estado ou região                              | Número de NHLs | Nomeação mais antiga             | Nomeação mais recente             | Exemplo |
| ---------- | --------------------------------------------- | -------------- | -------------------------------- | --------------------------------- | ------- |
| 1          | Alabama                                       | 38             | 9 de outubro de 1960 (64 anos)   | 21 de julho de 2015 (9 anos)      |         |
| 2          | Alasca                                        | 50             | 20 de janeiro de 1961 (64 anos)  | 23 de dezembro de 2016 (8 anos)   |         |
| 3          | Arizona                                       | 46             | 9 de outubro de 1960 (64 anos)   | 23 de dezembro de 2016 (8 anos)   |         |
| 4          | Arkansas                                      | 17             | 9 de outubro de 1960 (64 anos)   | 31 de julho de 2003 (21 anos)     |         |
| 5          | Califórnia                                    | 147            | 9 de outubro de 1960 (64 anos)   | 23 de dezembro de 2016 (8 anos)   |         |
| 6          | Carolina do Norte                             | 39             | 5 de novembro de 1961 (63 anos)  | 23 de dezembro de 2016 (8 anos)   |         |
| 7          | Carolina do Sul                               | 76             | 9 de outubro de 1960 (64 anos)   | 29 de março de 2007 (17 anos)     |         |
| 8          | Colorado                                      | 25             | 19 de dezembro de 1960 (64 anos) | 21 de julho de 2015 (9 anos)      |         |
| 9          | Connecticut                                   | 63             | 9 de outubro de 1960 (64 anos)   | 31 de outubro de 2016 (8 anos)    |         |
| 10         | Dakota do Norte                               | 7              | 4 de julho de 1961 (63 anos)     | 23 de dezembro de 2016 (8 anos)   |         |
| 11         | Dakota do Sul                                 | 16             | 4 de julho de 1961 (63 anos)     | 17 de junho de 2011 (13 anos)     |         |
| 12         | Delaware                                      | 14             | 20 de janeiro de 1961 (64 anos)  | 23 de dezembro de 2016 (8 anos)   |         |
| 13         | Flórida                                       | 46             | 9 de outubro de 1960 (64 anos)   | 31 de outubro de 2016 (8 anos)    |         |
| 14         | Geórgia                                       | 49             | 20 de janeiro de 1961 (64 anos)  | 21 de julho de 2015 (9 anos)      |         |
| 15         | Havaí                                         | 33             | 29 de dezembro de 1962 (62 anos) | 29 de março de 2007 (17 anos)     |         |
| 16         | Idaho                                         | 10             | 9 de outubro de 1960 (64 anos)   | 21 de junho de 1990 (34 anos)     |         |
| 17         | Illinois                                      | 88             | 9 de outubro de 1960 (64 anos)   | 21 de julho de 2015 (9 anos)      |         |
| 18         | Indiana                                       | 42             | 9 de outubro de 1960 (64 anos)   | 23 de dezembro de 2016 (8 anos)   |         |
| 19         | Iowa                                          | 26             | 30 de junho de 1960 (64 anos)    | 23 de dezembro de 2016 (8 anos)   |         |
| 20         | Kansas                                        | 26             | 19 de dezembro de 1960 (64 anos) | 23 de dezembro de 2016 (8 anos)   |         |
| 21         | Kentucky                                      | 32             | 19 de dezembro de 1960 (64 anos) | 27 de fevereiro de 2013 (12 anos) |         |
| 22         | Luisiana                                      | 54             | 9 de outubro de 1960 (64 anos)   | 21 de julho de 2015 (9 anos)      |         |
| 23         | Maine                                         | 44             | 9 de outubro de 1960 (64 anos)   | 25 de agosto de 2014 (10 anos)    |         |
| 24         | Maryland                                      | 74             | 9 de outubro de 1960 (64 anos)   | 23 de dezembro de 2016 (8 anos)   |         |
| 25         | Massachusetts (apenas em Boston)              | 189 (50)       | 9 de outubro de 1960 (64 anos)   | 27 de fevereiro de 2015 (10 anos) |         |
| 26         | Michigan                                      | 43             | 9 de outubro de 1960 (64 anos)   | 31 de outubro de 2016 (8 anos)    |         |
| 27         | Minnesota                                     | 25             | 19 de dezembro de 1960 (64 anos) | 23 de junho de 2011 (13 anos)     |         |
| 28         | Mississippi                                   | 41             | 19 de julho de 1964 (60 anos)    | 23 de dezembro de 2016 (8 anos)   |         |
| 29         | Missouri                                      | 37             | 9 de outubro de 1960 (64 anos)   | 29 de março de 2007 (17 anos)     |         |
| 30         | Montana                                       | 28             | 9 de outubro de 1960 (64 anos)   | 21 de julho de 2015 (9 anos)      |         |
| 31         | Nebraska                                      | 21             | 19 de dezembro de 1960 (64 anos) | 23 de dezembro de 2016 (8 anos)   |         |
| 32         | Nevada                                        | 8              | 20 de janeiro de 1961 (64 anos)  | 16 de outubro de 2012 (12 anos)   |         |
| 33         | Nova Hampshire                                | 23             | 9 de outubro de 1960 (64 anos)   | 27 de fevereiro de 2013 (12 anos) |         |
| 34         | Nova Iorque (apenas na cidade de Nova Iorque) | 272 (117)      | 9 de outubro de 1960 (64 anos)   | 23 de dezembro de 2016 (8 anos)   |         |
| 35         | Nova Jérsei                                   | 58             | 9 de outubro de 1960 (64 anos)   | 25 de agosto de 2014 (10 anos)    |         |
| 36         | Novo México                                   | 46             | 9 de outubro de 1960 (64 anos)   | 16 de outubro de 2012 (12 anos)   |         |
| 37         | Ohio                                          | 76             | 9 de outubro de 1960 (64 anos)   | 23 de dezembro de 2016 (8 anos)   |         |
| 38         | Oklahoma                                      | 22             | 19 de dezembro de 1960 (64 anos) | 27 de fevereiro de 2013 (12 anos) |         |
| 39         | Oregon                                        | 17             | 20 de janeiro de 1961 (64 anos)  | 25 de julho de 2011 (13 anos)     |         |
| 40         | Pensilvânia (apenas na Filadélfia)            | 169 (67)       | 9 de outubro de 1960 (64 anos)   | 23 de dezembro de 2016 (8 anos)   |         |
| 41         | Rhode Island                                  | 45             | 9 de outubro de 1960 (64 anos)   | 16 de outubro de 2012 (12 anos)   |         |
| 42         | Tennessee                                     | 30             | 9 de outubro de 1960 (64 anos)   | 17 de junho de 2011 (13 anos)     |         |
| 43         | Texas                                         | 47             | 19 de dezembro de 1960 (64 anos) | 23 de dezembro de 2016 (8 anos)   |         |
| 44         | Utah                                          | 14             | 20 de janeiro de 1961 (64 anos)  | 23 de junho de 2011 (13 anos)     |         |
| 45         | Vermont                                       | 18             | 22 de setembro de 1960 (64 anos) | 25 de agosto de 2014 (10 anos)    |         |
| 46         | Virgínia                                      | 121            | 7 de outubro de 1960 (64 anos)   | 27 de fevereiro de 2013 (12 anos) |         |
| 47         | Virgínia Ocidental                            | 16             | 19 de julho de 1964 (60 anos)    | 31 de julho de 2003 (21 anos)     |         |
| 48         | Washington                                    | 24             | 4 de julho de 1961 (63 anos)     | 19 de agosto de 2008 (16 anos)    |         |
| 49         | Wisconsin                                     | 43             | 9 de outubro de 1960 (64 anos)   | 31 de outubro de 2016 (8 anos)    |         |
| 50         | Wyoming                                       | 27             | 19 de dezembro de 1960 (64 anos) | 23 de dezembro de 2016 (8 anos)   |         |
| 51         | Distrito de Columbia                          | 74             | 19 de dezembro de 1960 (64 anos) | 14 de junho de 2011 (13 anos)     |         |
| 52         | Comunidades e Territórios dos Estados Unidos  | 23             | 9 de outubro de 1960 (64 anos)   | 27 de fevereiro de 2013 (12 anos) |         |
| Duplicados | —                                             | (19)           |                                  |                                   |         |
| Total      | —                                             | 2 600          | 30 de junho de 1960 (64 anos)    | 23 de dezembro de 2016 (8 anos)   |         |